# Condado de Pawnee (Kansas)
El condado de Pawnee (en inglés: Pawnee County), fundado en 1867, es uno de 105 condados del estado estadounidense de Kansas. En el año 2005, el condado tenía una población de 6,739 habitantes y una densidad poblacional de 3 personas por km². La sede del condado es Larned. El condado recibe su nombre en honor a la tribu Pawnee. 

## Geografía
Según la Oficina del Censo, el condado tiene un área total de 1954 km² (754,4 mi²), de la cual 1953 km² (754,1 mi²) es tierra y 1 km² (0,3861003861 mi²) (0.96%) es agua.

### Condados adyacentes
- Condado de Rush (norte)
- Condado de Barton (noreste)
- Condado de Stafford (este)
- Condado de Edwards (sur)
- Condado de Hodgeman (sur)
- Condado de Ness (noroeste)

## Demografía
Según la Oficina del Censo en 2000, los ingresos medios por hogar en el condado eran de $35,175, y los ingresos medios por familia eran $45,634. Los hombres tenían unos ingresos medios de $26,751 frente a los $20,931 para las mujeres. La renta per cápita para el condado era de $17,584. Alrededor del 11.80% de la población estaban por debajo del umbral de pobreza.

## Transporte

### Autopistas principales
- Ruta Estatal de Kansas 19
- Ruta Estatal de Kansas 156
- Ruta Estatal de Kansas 264

## Localidades
Población estimada en 2004;
- Larned, 3,915 (sede)
- Burdett, 243
- Garfield, 188
- Rozel, 173

### Municipios
El condado de Pawnee está dividido entre 21 municipios. El condado tiene a Larned como una ciudad independiente a nivel de gobierno, y todos los datos de población para el censo e las ciudades son incluidas en el municipio.

## Educación

### Distritos escolares
- Ft. Larned USD 495
- Pawnee Heights USD 496